# Procolophonoidea
Procolophonoidea — надсемейство парарептилий, живших во времена пермского периода (264,28—201,3 млн лет назад. Это были небольшие, коренастые и внешне похожие на ящериц животные. Окаменелости были найдены по всему миру на многих континентах, включая Антарктиду. Ископаемые остатки древнейших представителей надсемейства относятся к в позднепермскому периоду, бассейн Кару в Южной Африке.

## Таксономия
Procolophonoidea включает семейства Owenettidae и Procolophonidae. Sclerosaurus, который помещается в собственное семейство Sclerosauridae, также может быть членом надсемейства. В 1997 году Де Брага и Риппель определили этот же таксон (старейшего общего предка Procolophonidae и Owenettidae и всех его потомков), используя название Procolophoniformes.
Когда в 1956 году было создано надсемейство, считалось, что оно входит в подотряд антракозавров Diadectomorpha. С тех пор его поместили в подотряд Procolophonia вместе с парейазаврами, группой крупных травоядных пермских парарептилий .

## Классификация
По данным сайта Paleobiology Database, на февраль 2025 года в отряд включают следующие вымершие таксоны до ранга подсемейства включительно:
- Семейство Owenettidae Broom, 1939
- Семейство Procolophonidae Lydekker, 1889
  - Подсемейство Leptopleuroninae Ivakhnenko, 1979 — Лептоплевронины[10]
  - Подсемейство Procolophoninae Nopcsa, 1928 — Проколофонины[10]